# 喀拉通克镇
喀拉通克镇，是中华人民共和国新疆维吾尔自治区阿勒泰地区富蕴县下辖的一个乡镇级行政单位。
2012年5月7日，新疆维吾尔自治区人民政府批复同意设立喀拉通克镇，将克孜勒希力克乡174.7平方公里和吐尔洪乡128.6平方公里划归喀拉通克镇，行政区域面积303.3平方公里，镇政府驻地设在铜镍矿西侧。

## 行政区划
喀拉通克镇下辖以下地区：
喀拉通克村、塔斯巴斯陶村、奥尔塔阿尔格勒泰村、塔斯塔克村、克孜勒库都克村、白杨沟村和铜镍矿社区。